# おぎやはぎテラス〜きょう、12時にどこ?〜
『おぎやはぎテラス〜きょう、12時にどこ？〜』は、2024年（令和6年）7月7日から東海テレビで放送されている生放送の情報番組である。

## 概要
東海テレビでは日曜午後の自社制作生ワイド番組として、2020年2月より『タイチサン!』を放送していたが2024年3月をもって終了。その後は再放送枠に一時再転換していたが、2024年7月より当番組の放送を開始し、日曜午後の自社制作生ワイド番組の制作を再々開させた。
コンセプトは「地元と一緒に作る、日本一の地元密着番組」。なお前身番組の『スタイルプラス』『タイチサン!』では東海テレビのスタジオから放送されていたが、本番組では毎週中継先に特設セットを設置しそこから放送の予定。

## 放送時間
東海テレビのみ放送（いわゆる中京ローカル）
- 毎週日曜日 12:00 - 13:00
  - 後続番組の状況によっては放送時間が13：00を超えて放送時間が延長する事がある。

## 出演者
司会
- おぎやはぎ（小木博明、矢作兼）

アシスタント
- 浦口史帆（東海テレビアナウンサー ）[注 1]
- 犬塚しおり（東海テレビアナウンサー ）